# Vízválasztó
Vízválasztó (węg. wododział) – siódmy album studyjny węgierskiej grupy Depresszió, wydany w 2011 roku na CD przez Edge Records. Album był sprzedawany również w limitowanej edycji – digipacku, do której dołączona była płyta DVD z pięcioma filmami, opisującymi między innymi proces nagrywania albumu. Album zajął pierwsze miejsce na liście przebojów Mahasz.

## Lista utworów
1. "Te vagy a szerem" (3:41)
2. "Az öröm beszél" (4:27)
3. "Ellensúly" (3:25)
4. "Térden vagy talpon" (4:09)
5. "Túl Messze" (3:17)
6. "Ezen az állomáson" (4:02)
7. "Egyformább" (3:13)
8. "Megyek előre" (3:17)
9. "Tisztelet" (3:14)
10. "Álom az álomban" (3:51)
11. "Második vér" (4:08)
12. "Jön a reggel" (4:25)

## Wykonawcy
- Ferenc Halász – wokal, gitara
- Ádám Hartmann – gitara
- Dávid Nagy – perkusja
- Zoltán Kovács – gitara basowa
- Miklós Pálffy – sampler